# Cornelius Roosevelt
Cornelius Roosevelt, nome completo Cornelius Van Schaack Roosevelt (New York, 30 gennaio 1794 – New York, 17 luglio 1871), era un uomo d'affari statunitense di New York e un membro della famiglia Roosevelt, talvolta indicato con l'appellativo "C.V.S.".

## Biografia
Cornelius era il figlio di James Jacobus Roosevelt, e di sua moglie Maria Helen Van Schaack. Fu l'ultimo purosangue Roosevelt olandese del suo ramo. Attraverso sua madre Roosevelt era un discendente della famiglia Schuyler attraverso la sua bis-bisnonna Maria Schuyler.
Suo fratello James John servì come membro del Congresso di New York. Frequentò il Columbia College ma la vita accademica non gli si adattava, e non si laureò. 

## Carriera
Nel 1818, dopo aver lasciato il college, divenne il partner di suo padre nell'importazione di hardware e pianali di vetro, e alla sua morte ereditò una grande fortuna, diventando uno dei cinque uomini più ricchi di New York. Fu uno dei fondatori della Chemical Bank di New York, che successivamente diventò la Chase Manhattan Bank. Morì a Oyster Bay, New York.

## Matrimonio
Il 9 ottobre 1821, sposò Margaret Barnhill (13 dicembre 1799—23 gennaio 1861), una figlia di Robert Craig Barnhill ed Elizabeth Potts. Margaret era di discendenza inglese e quacchera irlandese. Ebbero sei figli:
- Silas Weir Roosevelt (1823—1870)
- James Alfred Roosevelt (1825—1898)
- Cornelius Van Schaack Roosevelt, Jr. (1827—1887)
- Robert Barnhill Roosevelt (1829—1906)
- Theodore "Thee" Roosevelt Sr. (1831—1878)
- William Wallace Roosevelt (1834—1835)[10]